# Zyganisus
Zyganisus  is een geslacht van vlinders uit de familie van de Houtboorders (Cossidae). De wetenschappelijke naam en de beschrijving van dit geslacht zijn voor het eerst gepubliceerd in 1951 door Pierre Viette.
De soorten van dit geslacht komen voor in Australië.

## Soorten
- Zyganisus acalanthis Kallies & Hilton, 2012
- Zyganisus cadigalorum Kallies & Hilton, 2012
- Zyganisus caliginosus (Walker, 1856)
- Zyganisus fulvicollis (Gaede, 1933)
- Zyganisus propedia Kallies & Hilton, 2012